# Lerma Gabito
Lerma Elmira Bulauitan-Gabito (* 17. Oktober 1974 in Peñablanca, Cagayan) ist eine ehemalige philippinische Leichtathletin und Leichtathletiktrainerin, die hauptsächlich als 100-Meter-Läuferin und Weitspringerin aktiv war. Bei einer Körpergröße von 1,63 m betrug ihr Wettkampfgewicht 53 kg.

## Leben
Als sie 1990 ihre ersten Erfolge feierte, waren ihre Vorbilder Lydia de Vega und Elma Muros. Ihr Verein war FEU Charging Tamaraws, die Leichtathletikmannschaft der Far Eastern University. Lerma Gabito beendete ihre aktive Leichtathletikkarriere 2006, danach trainierte sie die philippinische 4-mal-400-Meter-Staffel der Männer und die Leichtathletin Katherine Kay Santos.

## Erfolge
Lerma Gabito ist mehrfache philippinische Meisterin. Sie gewann 1999 mit 12,2 s die philippinische Meisterschaft im 100-Meter-Lauf. Im darauffolgenden Jahr gewann sie die philippinische 100-Meter-Meisterschaft in Manila mit handgestoppten 11,3 s.
Bei den Südostasienspielen 1997 in Jakarta erhielt sie für ihre 6,26 m eine Bronzemedaille hinter Elma Muros und Nguyễn Thị Bích Vân. Bei den Südostasienspielen 1999 in Bandar Seri Begawan erzielte sie mit 6,27 m ebenfalls eine Bronzemedaille, erneut hinter Elma Muros und Nguyễn Thị Bích Vân. An den Olympischen Sommerspielen 2000 in Sydney nahm sie als 100-Meter-Läuferin teil. Im ersten Vorlauf schied sie mit 12,08 s als 5. von 8 aus. Bei den Leichtathletik-Weltmeisterschaften 2001 in Edmonton schied sie mit 11,87 s ebenfalls im Vorlauf aus. Erfolgreicher war sie bei den Südostasienspielen 2001 in Kuala Lumpur, bei denen sie in zwei Disziplinen in die Medaillenränge kam. Im Weitsprung erhielt sie hier mit 6,43 m eine Silbermedaille hinter Phạm Thị Thu Lan und im 100-Meter-Lauf für ihre 11,74 s eine Bronzemedaille hinter Supawadee Khawpeag und Orranut Klomdee. Bei den Leichtathletik-Asienmeisterschaften 2002 in Colombo gewann sie mit 6,40 m im Weitsprung hinter Jelena Koschtschejewa die Silbermedaille.
Bei den Leichtathletik-Weltmeisterschaften 2003 in Saint-Denis wurde sie mit 11,99 s Vorlaufdritte. Im Nachhinein stellte sich heraus, dass die Teilnehmerinnen Kelli White und Schanna Block gedopt waren. Wäre dies schon während des Wettkampfs aufgefallen, hätte ihre Zeit für das Viertelfinale gereicht. 2003 war im Allgemeinen ein erfolgreiches Jahr für sie. Bei den Leichtathletik-Asienmeisterschaften 2003 in Manila wurde mit sie mit 6,50 m Dritte hinter Anastasiya Juravlyeva und Liang Shuyan. Bei den Afro-Asiatischem Spielen 2003 in Hyderabad wurde sie mit 6,30 m im Weitsprung Zweite hinter Anju Bobby George. Eine Goldmedaille erhielt sie bei den Südostasienspielen 2003 in Hanoi mit einem Sprung auf 6,21 m.
Bei den Olympischen Sommerspielen 2004 in Athen schied sie im Weitsprung in der Qualifikationsrunde mit 6,31 m als insgesamt 32. von 39 aus. Ihre Bestweite im Weitsprung sprang sie beim Asian Grand Prix 2004 in Colombo mit 6,56 m. Dies stellt zum damaligen Zeitpunkt den philippinischen Rekord von Elma Muros ein. Bei den Südostasienspielen 2005 in Manila wurde sie mit 6,45 m Zweite hinter Marestella Torres.
2016 trat sie noch einmal als Leichtathletin an, und zwar beim Asian Masters, das in diesem Jahr in Singapur ausgetragen wurde. In der Ü40-Kategorie trat sie in drei Disziplinen an und erhielt in allen drei eine Goldmedaille: Im 100-Meter-Lauf mit dem Ü40-Asian-Masters-Rekord von 13,09 s, im Weitsprung mit 5,23 m sowie als zweite Läuferin in der 4-mal-100-Meter-Staffel mit dem Ü-40-Asian-Masters-Rekord von 53,26 s.

### Bestleistungen

#### Freiluft
- 100-Meter-Lauf: 11,61 s am 26. Mai 2002 in Manila
  - Am 5. Mai 2000 hatte sie bei der philippinischen Meisterschaft in Manila handgestoppt die 100 Meter in 11,3 Sekunden gelaufen, dies wird jedoch von World Athletics nicht als Bestleistung anerkannt.
- Weitsprung: 6,56 m am 27. Juni 2004 in Colombo.